# Verband Filmregie Österreich
Der Verband Filmregie Österreich wurde 1989 unter dem Namen Verband der Filmregisseure Österreichs von  Filmregisseuren gegründet, um ihre Interessen gegenüber der Politik zu vertreten. Der Name wurde 2006 geändert, da die Mehrheit der Mitglieder eine geschlechtsneutrale Bezeichnung für ihren Verband wünschten.

## Organisation, Aufgaben
Im Unterschied zum Österreichischen Regieverband (ADA) sind im Verband Filmregie Österreich vornehmlich Regisseure von Kino-Langfilmen vertreten. Mit seinen über 130 Mitgliedern (Stand: Januar 2020) vertrat der Verband nahezu alle Filmemacher, die den neueren österreichischen Kinospielfilm oder Kinodokumentarfilm geprägt haben und prägen. Der Verband sieht seine Aufgabe darin, das Wissen und die Erfahrung seiner Mitglieder in kulturpolitischen Fragen einzubringen, die Rahmenbedingungen für den österreichischen Film sinnvoll mitzugestalten und sowohl seinen internationalen Erfolg als auch die Akzeptanz beim heimischen Publikum zu fördern und zu bewahren.
Der Verband ist im Dachverband der Österreichischen Filmschaffenden mit Sitz und Stimme vertreten, und auch in etlichen anderen Gremien der Branche und der österreichischen Kulturpolitik.
Die aktuellen Vorstandsmitglieder seit 2025 sind: Jasmin Baumgartner, Severin Fiala, Veronika Franz, Julia Niemann, Paul Poet, Georg Tiller.

### Projekte
Das Ibiza-Video mit Heinz-Christian Strache und Johann Gudenus wurde 2020 mit dem neu geschaffenen "Ibiza-Preis" ausgezeichnet. Die vom Verband Filmregie Österreich und der Rechercheplattform Dossier initiierte Auszeichnung würdigt audiovisuelle Beiträge von besonderer öffentlicher Relevanz.

### Kritik und Spaltung
2021 traten 42 überwiegend weibliche Mitglieder aus dem Regieverband aus und gründeten eine neue Interessensvertretung namens die_regisseur*innen. Sie forderten Gleichberechtigung sowie eine Geschlechterquote bei der Vergabe von Fördermitteln. Seither arbeiten beide Interessensvertretungen an Quotenmodellen. Inzwischen sind mehrere der ausgetretenen Mitglieder wieder dem Regieverband beigetreten. 